# Astur Patín
La Asociación Deportiva Astur Patín es un club de patinaje de velocidad de la ciudad española de Gijón. Militante en primera división tanto femenina como masculina en la Liga Nacional de Clubes de la Real Federación Española de Patinaje.
El equipo fue fundado en el año 1987 y desde entonces ha venido participando en diversas competiciones al más alto nivel. Integrantes del club han formado parte de la selección española y participado en campeonatos de Europa y del Mundo.
Fue campeón de España femenino en el año 2009.